# قسم غرغين الريفي (مقاطعة بيجار)
قسم غرغین الريفي (بالفارسية: دهستان گرگین) هي منطقة سكنية تقع في إيران في ناحية كوراني. يقدر عدد سكانها بـ 2,447 نسمة .